# Božidar Milojković
Božidar Milojković, più noto con lo pseudonimo BAM (Sremska Mitrovica, 28 dicembre 1952), è un fumettista e illustratore serbo.
Fra i suoi lavori principali si possono citare Acidités de couleur noire con Dragan de Lazare e Lazar Odanović, e "Paceri".